# John Ryan
John Ryan (Australia, 23 de febrero de 1944) es un nadador australiano retirado especializado en pruebas de estilo libre, donde consiguió ser medallista de bronce olímpico en 1964 en los 4 x 100 metros estilo libre.

## Carrera deportiva
En los Juegos Olímpicos de Tokio 1964 ganó la medalla de bronce en los relevos de 4 x 100 metros estilo libre, con un tiempo 3:39.1 segundos, tras Estados Unidos (oro) y Alemania (bronce); sus compañeros de equipo fueron los nadadores: David Dickson, Peter Doak y Bob Windle.